# Pseudociència

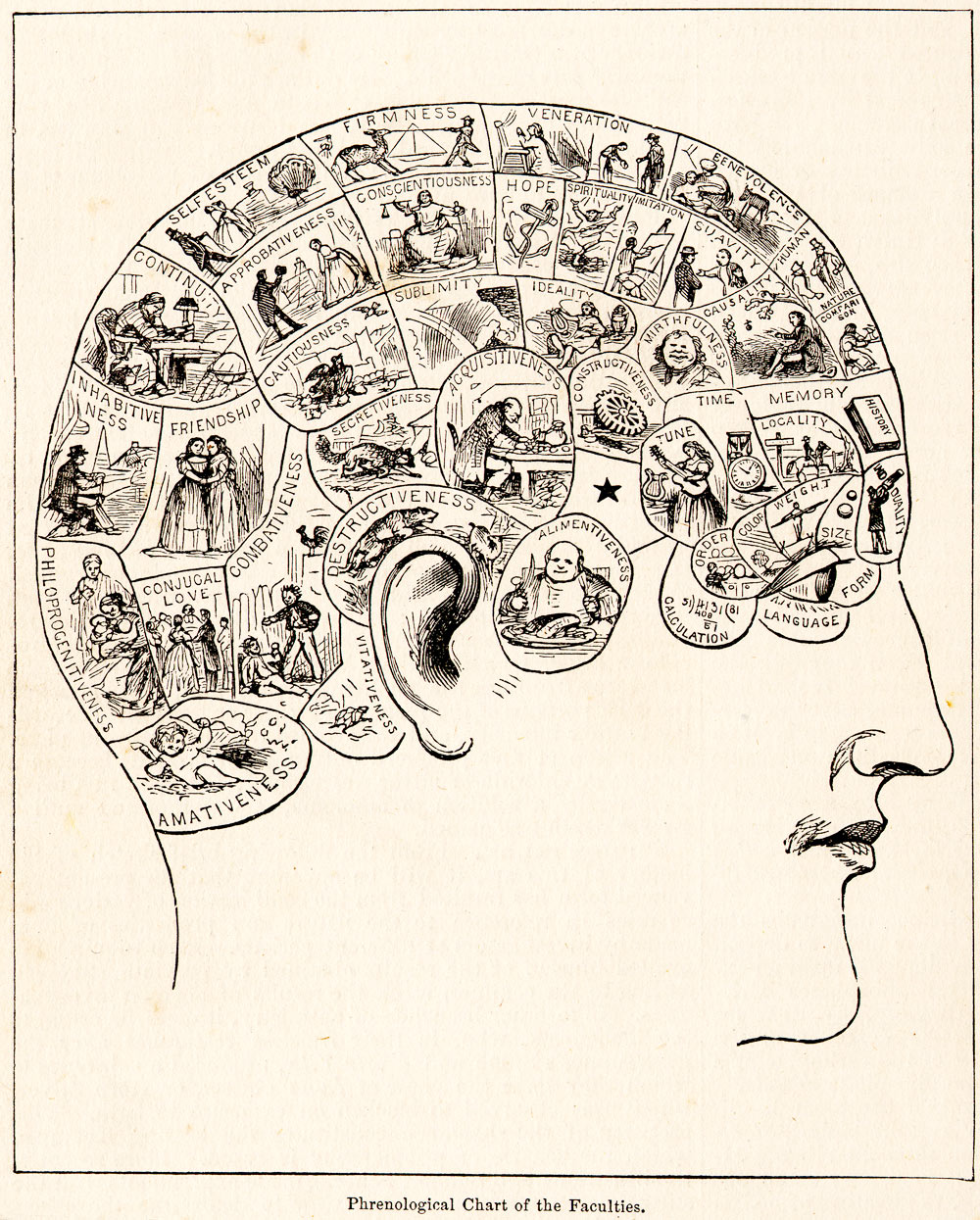
Diagrama frenològic (1883). Durant la primera meitat del, la frenologia fou una disciplina que es creia científica, consideració que va perdre poques dècades després.

El terme pseudociència (del grec pseudo, ψεύδω, "mentider", "fals" i del llatí ciència) s'aplica a tots aquells estudis que, amb pretensió de ser científics, trenquen algun principi de la filosofia de la ciència o del mètode científic. El conjunt de declaracions, supòsits, mètodes, creences o pràctiques que, sense seguir un mètode científic reconegut i validat, es presenten falsament com a científiques o basades en l'evidència s'anomena pseudociència (falsa ciència). Per tant, pseudocientífic té el significat de pretesament científic, i la pseudociència seria la suma de coneixements que tenen la pretensió de ser científics i es presenten com a tals, però no segueixen el mètode científic.
Els qui utilitzen aquest terme -especialment els adherents a l'escepticisme científic- parteixen de la convicció següent: es poden distingir tres classes de coneixements: aquells científics -obtinguts segons el mètode científic-, aquells empírics -deguts a l'experiència- i aquells tradicionals -allò que hom coneix, que ha estat sempre així i sempre serà així-. La ciència es basa en les proves -els indicis no són proves definitives-, els experiments, l'observació, la cerca de la relació causa-efecte, i el principi de la falsabilitat. La falsabilitat consisteix en el fet que un experiment o una observació pot ser repetit per qualsevol científic arreu del món, i segons el mètode científic que s'apliqui, s'obtindrà sempre el mateix resultat. D'aquesta manera, es poden acceptar o rebutjar els teoremes o proposicions d'una teoria. Quan noves observacions o experiments donen resultats que s'adeqüen més a la teoria, s'han de canviar els teoremes o fer-ne de nous, ampliant la teoria.
Així, sovint, es taxen d'aquesta denominació disciplines i fenòmens com: l'alquímia, l'astrologia, la teoria de l'expansió de la terra, la teoria intraterrestre, els 
chemtrails, el biomagnetisme (que en un context d'ús curatiu poc científic fou antigament anomenat magnetisme animal, i cal diferenciar dit terme de les tècniques diagnòstiques actuals que fan servir els camps magnètics generats pel cos, com ara la magnetoencefalografia, la magnetocardiografia fetal o la magnetomiografia uterina), la grafologia, l'homeopatia, la iridologia, l'acupressió, l'eugenèsia, la numerologia, la fatiga adrenal, la criptozoologia, la gramàtica universal, la parapsicologia, la quiromància, la radioestèsia, el fengshui, el creacionisme científic, la telepatia, la telecinesi, la ufologia, etc.
No és fàcil distingir entre ciència i pseudociència. Alguns mètodes utilitzats en certes branques considerades com a científiques no estan d'acord del tot amb els principis del mètode, per exemple: les mostres per quotes a la sociologia no respecten, almenys per complet, el principis d'aleatorietat, car l'elecció d'un element de la quota exclou automàticament, o inclou necessàriament, altres elements de l'univers dins la mostra. Igualment, les ciències de l'educació en conjunt han estat tractades de pseudociència, considerant que no hi cap metodologia prou vàlida científicament per a treure conclusions en aquest domini. D'altres, com per exemple el filòsof austríac Karl Popper, han considerat com a pseudociències el darwinisme, l'historicisme, la psicoanàlisi, el marxisme o algunes intervencions comercials acientífiques basades en determinats postulats de la fisiologia respiratòria. Un nombre creixent d'especialistes considera les teories conspiratives una forma de pseudociència social, puix que la gran majoria són versions simplificades i maniquees de la realitat basades en relacions causals no provades.

## Característiques
Els autors que diferencien entre ciències reals i pseudociències destaquen característiques la presència simultània de les quals, no necessàriament de totes alhora, ajuda a reconèixer les pseudociències.
- No tenen consistència interna i externa. És a dir, suporten contradiccions lògiques i no s'integren amb altres ciències.[40]
- No apliquen mètodes com els característics de les ciències, aquells que la validesa pugui acceptar amb independència de les expectatives de l'observador. Sobre aquest punt, el filòsof científic Norwood Russell Hanson al seu llibre Patterns of discovery (1958),[41] recolzant-se en l'obra pòstuma de Ludwig Wittgenstein i particularment en determinades parts de Investigacions filosòfiques,[42] assenyala que l'observació d'un fet qualsevol sempre està subjecta a les expectatives de l'observador. Hanson es qüestiona si tots veiem una mateixa cosa de la mateixa forma totes les vegades.[43]
- Són dogmàtiques. Els seus principis estan plantejats en termes tals que no admeten refutació, a diferència de les ciències, on les condicions de refutació de les hipòtesis o teories estan determinades o es poden determinar amb precisió.[44] Encara que, això últim, no és d'aplicació estricta a les ciències socials que sovint no produeixen -ni pretenen produir- resultats precisos, i parteixen de premisses que cal interpretar amb cert grau de subjectivitat. D'altra banda, a la ciència, de vegades passa que proposicions formalment falsables, són a la pràctica -en l'estat actual de la tècnica-, impossibles de falsar (per exemple: "L'univers és finit").[45]
- Proclamen teories per les quals no aporten proves empíriques, que sovint contradiuen obertament les observacions o resultats experimentals coneguts i acceptats.[46] Encara que aquests tipus de problemes també apareixen, ocasionalment, a les ciències.
- Són incoherents amb el cos teòric de disciplines relacionades, invalidant les explicacions admeses sense oferir alternatives millors per a l'explicació dels mateixos fenòmens ni reconèixer la necessitat de fer-ho.[47]
- Són immutables. Com que no tenen bases experimentals, no canvien fins i tot davant nous descobriments (com a excepció especial estan les matemàtiques). La màxima autoritat teòrica se li segueix atribuint al fundador o fundadors de la disciplina, i els seus ensenyaments són tractades com escriptures sagrades.[48]
- Utilitzen davant el públic un llenguatge fosc, o empren termes que tenen un significat precís en ciència amb sentits totalment diferents.[49]
- No compleixen l'estratègia de la navalla d'Occam.
- No busquen lleis generals.
- Desqualifiquen les crítiques per part de les ciències, sovint utilitzant fal·làcies addueixen conspiracions o proclamen ser objectes de persecució quan els seus plantejaments són rebatuts.[50]
- Invoquen allò immaterial, intangible o sobrenatural, com ara la força vital, la creació divina, l'inconscient metafísic, la quinta essència, etc. dels quals proclamen alhora, contradictòriament, que intervenen en fenòmens observables, però que són inaccessibles a la investigació empírica. .
- Els promotors de la teoria fan poc esforç per desenvolupar una teoria que superi els problemes als quals s'enfronta. No tenen la vocació autocrítica pròpia dels científics veritables.
- Proclamen i exigeixen que es reconegui el seu caràcter científic, però només davant el públic general, renunciant a posar a prova les seves explicacions davant la comunitat científica establerta.[51]

## Etimologia
El terme pseudociència és un terme format a partir de l'arrel grega «pseudo» (fals) i la paraula d'origen llatí «ciència» (coneixement). Encara que el terme com a tal s'utilitza des de la fi del segle xviii aproximadament, el concepte de pseudociència com una cosa diferent de la ciència real o autèntica sembla haver sorgit a mitjans del segle xix. Es va usar fent referència a l'alquímia el 1796, en una obra de l'historiador anglès James Pettit Andrews. Un dels primers usos de la paraula "pseudociència" prové d'un article publicat anònimament a la revista escocesa Northern Journal of Medicine l'any 1844, titulat Last of Gross Popular Delusions: Quackery in Diseases. L'article feia una revisió de treballs relacionats amb l'homeopatia. També es registra un ús anterior del terme el 1843, en l'obra del fisiòleg francès François Magendie.
Una de les primeres obres contra les supersticions i les creences en cures "màgiques" va ser el llibre de Thomas Browne Pseudodoxia Epidemica (1646), també anomenat Vulgar Errors i editat 10 vegades. Browne fou un dels primers autors britànics considerat pels seus contemporanis com un científic (un filòsof naturalista, segons la terminologia de l'època) i pels historiadors representa una figura pionera de l'empirisme europeu.

## Normes de Merton
El 1942, el sociòleg nord-americà Robert King Merton va proposar un petit conjunt de "normes" per la caracterització d'una veritable ciència. Si alguna de les normes no es complia, Merton determinava que era una pràctica "no certa". Les seves normes són aquestes:
- Originalitat: les proves i investigacions realitzades han de presentar alguna cosa nova per a la comunitat científica.
- Despreniment: les raons dels científics per a la pràctica d'aquesta ciència ha de ser simplement per a l'ampliació dels seus coneixements.
- Universalitat: cap persona podria obtenir més fàcilment la informació d'una prova que una altra. La classe social, la religió, o qualsevol altre factor personal no han de ser factors que afectin a la capacitat d'una persona per rebre o realitzar un tipus de ciència.
- Escepticisme: els fets científics no s'han de basar únicament en la fe. Un sempre ha de qüestionar cada cas i els arguments, i constantment, comprovar si hi ha errors o reclamacions vàlides.
- Accessibilitat pública: qualsevol coneixement científic obtingut ha d'estar a la disposició de tots. Els resultats de qualsevol investigació han de ser públics i han de poder ser compartits amb la comunitat científica.[58]

## Perills de la medicina pseudocientífica per a la salut
Un camp en el qual s'usen sovint al·legacions pseudocientífiques és el de la curació de malalties. Hi ha un important mercat de mètodes curatius i diagnòstics presentats com a mecanismes curatius de validesa demostrada per estudis, que en molts casos utilitzen mètodes màgics tradicionals, com la imposició de mans o procediments sense fonament científic. La majoria d'aquestes pràctiques busca la credibilitat i el prestigi que té la ciència, al·legant, per exemple, desconegudes propietats de l'aigua, la suposada acció de fenòmens quàntics o presumptes energies de la naturalesa. Uns exemples que no han perdut vigència són els de Mesmer i les seves extraordinàries sanacions o la teràpia meravellosa del metge nord-americà Elisha Perkins.
El cartílag de tauró s'ha promocionat falsament com a cura per al càncer basant-se a una suposada inexistència de càncers en taurons. D'acord amb Ostrander, investigador de la Universitat Johns Hopkins, aquesta pràctica ha portat a una contínua disminució de les poblacions de taurons i, el que és més important, ha allunyat als pacients de teràpies contra el càncer que sí que són efectives. Oncòlegs, associacions de malalts o bioquímics, han fet molts advertiments sobre el risc dels tractaments inversemblants o dels productes 'miracle' en els processos cancerosos. Com a exemple patognomònic, cal esmentar les lavatives "detoxificants" de cafè, sense cap utilitat antineoplàsica i causants de colitis, infeccions, fallides cardíaques i algunes morts.
Una altra malaltia que ha generat tota mena de falses creences i pràctiques acientífiques ha estat la SIDA. A Sud-àfrica el negacionisme governamental va comportar uns resultats desastrosos. A Romania, el règim de Ceaușescu va estigmatitzar la malaltia, considerant-la pròpia de persones degenerades, i negà suport a la investigació sobre dita virasi en els centres oficials (incloent la pràctica de proves pretransfusionals), que fou desenvolupada de forma clandestina amb grans dificultats.
Durant la pandèmia per coronavirus de 2019-2022 alguns caps de govern van fer declaracions sense fonament científic, en contra del parer dels seus assessors sanitaris, afavorint amb això la propagació de notícies falses i teories conspiratives sobre la malaltia. A diversos països es van vendre productes fraudulents per tractar la COVID-19.
Un cas especial és el de l'homeopatia. La seva incongruència amb els mètodes i coneixements científics per tractar o prevenir diverses patologies ha estat assenyalada en moltes publicacions. Diversos autors afirmen que els fonaments d'aquesta pràctica es contradiuen amb principis bàsics de la química, ressaltant que els treballs de Hahnemann foren escrits dècades abans de la formulació de la constant d'Avogadro i que la memòria de l'aigua és un fenomen que no es correspon amb les limitacions inherents a la labilitat molecular d'aquest líquid. El desembre de 2017, la FDA va iniciar un programa regulador per identificar els medicaments homeopàtics amb ingredients actius de risc per a la salut (com ara la belladona o la nux vomica) i/o sense beneficis mèdics provats.
Alguns tractaments alternatius de caràcter pseudocientífic han produït accidents greus i, fins i tot morts, però s'admet en general que el major perill per a la salut dels pacients passa quan, confiant en un mètode ineficaç, renuncien a mesures més efectives, com hàbits més saludables o un tractament mèdic d'eficàcia demostrada. Una mort molt comentada i font d'opinions controvertides fou la de Steve Jobs. Una de les raons argüides pels defensors de la majoria de les pseudoteràpies és l'absència d'efectes secundaris derivats d'elles, fet que les fa més atractives davant de les medicacions convencionals científicament regulades, les quals provoquen un ampli ventall de reaccions més o menys desagradables en un considerable nombre de persones en funció de moltes variables particulars (reaccions que la normativa sanitària obliga a indicar en el seu prospecte). Bona part dels tractaments alternatius presentats com beneficiosos i inofensius creen una il·lusió causal d'eficàcia, especialment si s'utilitzen en patiments amb una alta taxa de remissió espontània, ja que semblen obtenir els resultants desitjats per tothom sense cap efecte advers, sent en realitat completament inútils. Avui dia, moltes d'aquestes teràpies considerades "alternatives" s'autoanomenen "complementàries" o "integrals", acceptant que la medicina convencional és vàlida davant determinades malalties com el càncer però no és eficaç tractant les bases "reals" que les provoquen. Així, amplien el seu ventall d'ofertes amb combinacions de pràctiques científicament ortodoxes i altres orientades a millorar desequilibris dietètics dubtosos, alteracions de camps energètics inexistents o suposats conflictes amb l'harmonia universal per tal d'aconseguir major credibilitat.
L'any 2015 es va crear la primera associació per protegir el malalt de teràpies pseudocientífiques, amb l'objectiu d'informar sobre els perills dels tractaments sense aval científic i aconseguir canvis legislatius que limitin la seva proliferació en el nostre àmbit.
Un altre aspecte a considerar, especialment seriós pel que fa a l'àmbit de la Medicina i de les ciències biomèdiques en general, és la proliferació creixent de revistes d'aparença científica que no tenen els mínims criteris de professionalitat a l'hora d'avaluar i seleccionar els articles que publiquen, o que -simplement- no tenen existència real. Aquestes males pràctiques editorials (algunes vegades estafes amb un evident ànim de lucre, altres una priorització intencional dels articles d'accés obert de pagament per l'autor), fruit d'un afany d'ampliar sense gaire rigor els currículums acadèmics i de la manca d'escrúpols de determinats "editors", són un perill que qüestiona la credibilitat de la literatura especialitzada i permet la difusió de resultats falsos i/o mètodes d'investigació sense base que alimenten els plantejaments pseudocientífics amb relació a la salut. S'ha denunciat l'increment d'aquestes pseudo-revistes científiques de moltes maneres. Un exemple curiós fou el d'un neurocientífic que aconseguí publicar en tres d'elles (i una altra va proposar-li formar part del seu "consell editorial") un article completament absurd sobre la rellevància clínica dels midiclorians (uns microorganismes del món de ficció de La guerra de les galàxies), amb disbarats tant obvis com l'inexistent cicle kyloreà o la síndrome JARJAR.

## L'educació, la vacuna més efectiva contra la pseudociència
La qualitat d'un model educatiu no es mesura només pels grans "cervells" que produeix sinó per la seva capacitat de generar una societat que visqui lluny de la incultura i que tingui avidesa de coneixements. En aquest sentit el model finlandès és exemple. En un discurs atribuït a la presidenta Tarja Halonen s'exposa perfectament per què és necessari un model educatiu de nivell en la societat actual.
L'educació és la millor vacuna contra la pseudociència, el pensament mític, la ineptitud i la corrupció. Aquesta línia de pensament va arrencar fa unes dècades a Finlàndia amb uns èxits espectaculars, passant dels últims llocs d'Europa en educació a liderar aquesta a nivell mundial, tant en qualitat com en resultats. En aquest període va ocórrer una catarsi que va implicar a tota la societat finlandesa: professors, polítics, pares, alumnes, empresaris, etc. L'educació va esdevenir un front de batalla i s'hi va dedicar per això un important percentatge del PIB (6% sense comptar el que es dedica a investigació).
Els models educatius de molts països tendeixen a produir una «elit» ben formada que exercirà les activitats que requereixen major capacitat intel·lectual menyspreant la formació de la resta de la població. I de vegades no només menyspreant, sinó que el terme que de vegades més s'aproxima és humiliant.
Però cal conscienciar a la població de l'estafa que s'està cometent, ja que pot arribar a ser perillós confiar plenament la salut d'un a les pseudociències. Per això es diu que l'educació és l'arma més poderosa que existeix contra aquestes enganyifes. Per evitar ser estafats, les escoles haurien de fer veure, ja des de joves, que la salut ha de ser tractada per professionals i per ciències acreditades, no per un conjunt de coneixements que pretenen ser científics.
Avui dia no es pot afirmar que l'educació sigui una competència exclusiva de les escoles, ja que els mitjans de comunicació (Internet, premsa, cinema, televisió, etc.) exerceixen involuntària o voluntàriament una poderosa influència sobre els individus, siguin joves o grans, que afecta la seva manera d'entendre i relacionar-se amb la realitat i que té el poder de generar opinions que provoquen a llarg termini un important efecte social. Paradoxalment, per la seva capacitat divulgativa els mitjans de comunicació són els principals aliats de la ciència i, alhora, el seu major enemic si donen aixopluc en els seus continguts a plantejaments pseudocientífics. Aquest tipus de comportament dual i poc coherent, que sovinteja per tot arreu, no es correspon amb la deontologia i les regulacions ètiques de les Ciències de la Comunicació. Diversos autors proposen la creació d'un codi específic de conducta periodística que s'ajusti al principi d'informació responsable del medi i del periodista en particular davant de les pseudociències, considerant-les una matèria d'especial sensibilitat social. Una matèria que durant els darrers anys ha vist augmentar en diferents mitjans la distància entre la divulgació veraç i el groguisme pseudocientífic és l'Arqueologia. Persones autoanomenades 'experts', però sense una metodologia coherent o formació específica fan afirmacions fantàstiques i indemostrables sobre el passat humà basades en dades falses, inventades o adaptades fraudulentament per recolzar teories acientífiques, pròpies o alienes, cercant a través de publicacions o entrevistes televisives una popularitat que no té res que veure amb el coneixement rigorós de la Història i que desvirtua el treball dels arqueòlegs professionals.

## Història
La història de la pseudociència és l'estudi de les teories pseudocientífiques al llarg del temps. Una pseudociència, doncs, és un conjunt d'idees que se presenten com una ciència però que no compleixen els criteris necessaris per ser anomenades d'aquesta forma.

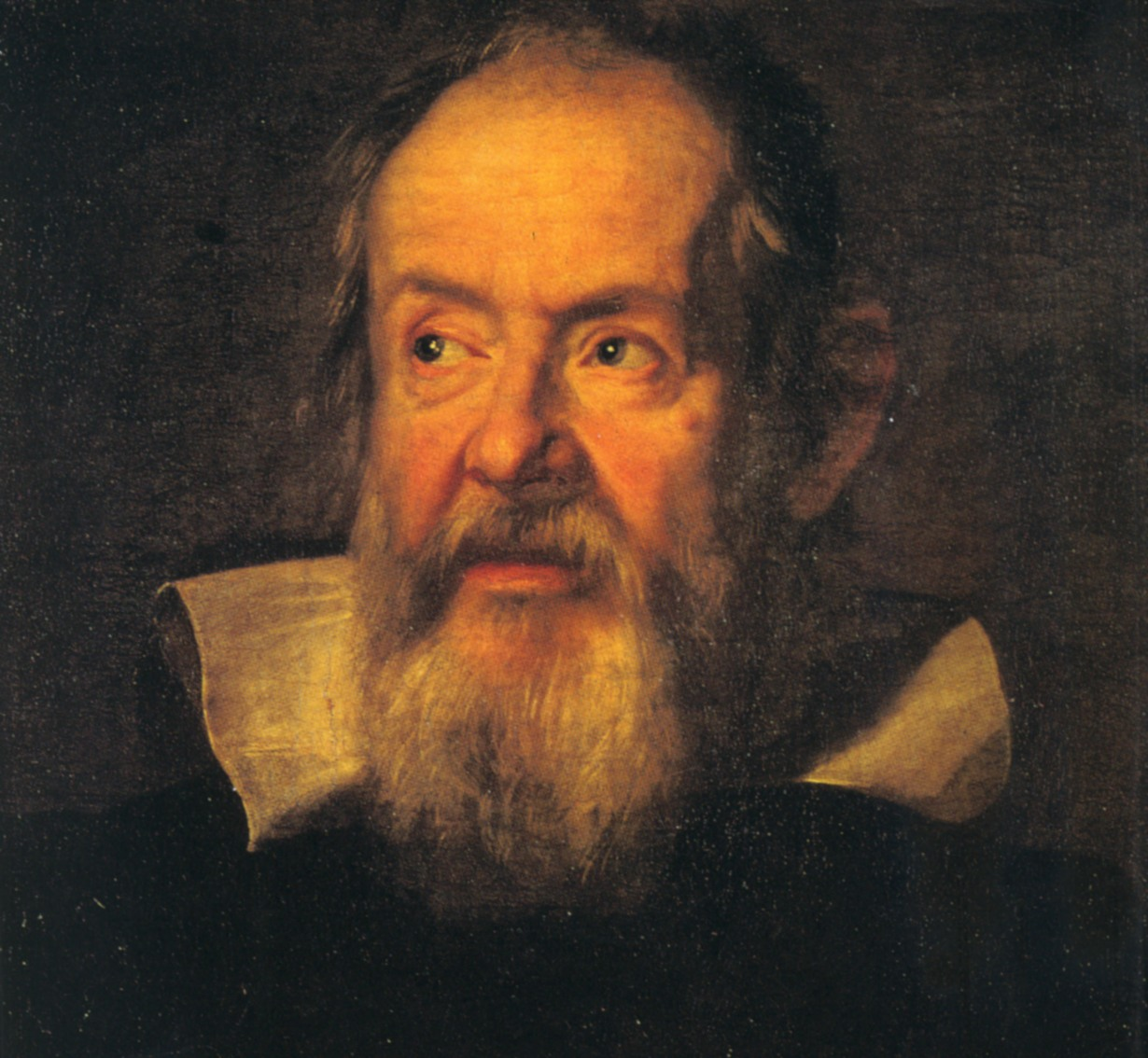
Galileo Galilei inicià el mètode científic.

La distinció entre ciència i pseudociència pot ser difícil. Una de les propostes per a la delimitació entre les dues, és el criteri de falsificació. Les històries d'aquestes són molt difícils de separar, perquè algunes de les ciències actuals han estat desenvolupades a partir de les pseudociències. En seria un exemple la química, que remunta els seus orígens a l'alquímia pseudocientífica.
La gran diversitat de pseudociències encara dificulta més esbrinar res sobre la seva història. Algunes pseudociències actuals, com ara l'astrologia i l'acupuntura, tenen les seves arrels originades abans de l'era científica. D'altres foren desenvolupades com una resposta a les amenaces plantejades per certes ideologies. Com els casos de la ciència i el disseny intel·ligent, que foren formades en la resposta de la teoria científica de l'evolució.
Tot i no complir els estàndards científics adequats, moltes pseudociències han sobreviscut reconegudes com a ciències pures. Això és, generalment, a causa d'un nucli persistent de devots que es neguen a acceptar la crítica científica de les seves creences o bé per idees populars falses. Aquest darrer factor, tot i que segueix existint, molt lentament, està desapareixent gràcies a la conscienciació que a poc a poc s'està fent a la gent i al rebuig que la majoria de científics han fet a les pseudociències.

## Explicacions psicològiques
El pensament pseudocientífic s'ha explicat en termes de psicologia i psicologia social. La tendència a tenir creences reconfortants, i la tendència a generalitzar en excés han estat proposades com a raons de l'adhesió comuna al pensament pseudocientífic. Segons Beyerstein (1995), els éssers humans són propensos a atribuir erròniament un fet a una relació de causa i efecte i a les associacions basades en semblances. D'altra banda, les explicacions pseudocientífiques normalment no són analitzades racionalment, sinó per experiència en el seu lloc. Al operar dins d'un conjunt de regles diferents en comparació amb el pensament racional, el pensament experimental es refereix a una explicació vàlida si aquesta és "personalment funcional, satisfactòria i suficient". Ofereix una descripció del món que pot ser més personal que la proporcionada per la ciència, reduint la quantitat de treball involucrat en la comprensió dels resultats de potencials esdeveniments complexos.
En el nostre pensament cultural, la gent sembla tenir problemes per distingir la ciència i les pseudociències. Els éssers humans són, per naturalesa, una mena de mentalitat progressista que busquen més possibilitats de felicitat i satisfacció, però tots estem molt sovint disposats a aferrar-se a promeses poc realistes d'una vida millor. La psicologia té molt a discutir sobre el pensament pseudociència, ja que són les percepcions il·lusòries de la causalitat i l'eficàcia de les nombroses persones que necessiten ser il·luminats. La investigació suggereix que el pensament il·lusori que succeeix en la majoria de les persones quan s'exposen a certes circumstàncies. Per això, el disseny de programes basats en proves educatives poden ser eficaços per ajudar a les persones a identificar i reduir les seves pròpies il·lusions.

## Els límits entre la ciència i la pseudociència
A la filosofia i a la història de la ciència, Imre Lakatos remarca la importància social i política del problema de la demarcació, el problema normatiu metodològic de distingir entre ciència i pseudociència. L'anàlisi distintiu històric de la metodologia científica basada en els programes d'investigació suggereix: "Els científics consideren que la reeixida predicció teòrica de nous fets sorprenents - com el retorn del cometa de Halley o la curvatura gravitatòria dels raigs de llum - és el que demarca bones teories científiques de teories degenerades i pseudocientífiques, i malgrat tot les teories científiques estan sempre enfrontades per 'un oceà de contraexemples'". Lakatos ofereix una "nova anàlisi fal·libilista de l'evolució de la dinàmica celeste de Newton".
Molts filòsofs han tractat de resoldre el problema de la demarcació en els següents termes: una declaració es constitueix com a coneixement si suficient gent la creu amb prou força. Però la història del pensament ens mostra que moltes persones estaven totalment compromeses amb les creences absurdes. Els científics, d'altra banda, són molt escèptics fins i tot de les seves millors teories. La teoria de Newton és la ciència teòrica més poderosa que s'ha produït, però el mateix Newton mai va creure que els cossos s'atreuen entre si a distància.
Les línies de demarcació entre la ciència i la pseudociència són controvertides i difícils de determinar analíticament, fins i tot després de més d'un segle de diàleg entre filòsofs de la ciència i els científics en diversos camps, i malgrat alguns acords bàsics sobre els fonaments de la metodologia científica. El concepte de pseudociència es basa en l'enteniment que la metodologia científica s'ha tergiversat o s'ha mal aplicat respecte a una teoria donada, però molts filòsofs de la ciència sostenen que els diferents tipus de mètodes es duen a terme en el seu cas a través de camps diferents i èpoques diferents de la història humana. Segons Lakatos, la unitat típica descriptiva dels grans èxits científics no és una hipòtesi aïllada sinó "una poderosa solució de problemes de maquinària, la qual, amb l'ajuda de tècniques matemàtiques sofisticades, digereix les anomalies i fins i tot les converteix en evidència positiva". En el difús camp dels límits de la ciència és molt important utilitzar acuradament els conceptes i les definicions. No és el mateix pseudociència que ciència mal feta, que ciència que no dona resultats, que ciència fraudulenta o que intentar fer ciència d'allò que la comunitat científica no pot encara explicar.
Per Popper, la pseudociència utilitza la inducció per generar teories, i només fan experiments per buscar veritats. Per Popper, la falsabilitat és el que determina l'estatus científic d'una teoria. Adoptant un enfocament històric, Thomas Kuhn va observar que els científics no segueixen la regla de Popper.

## Falsabilitat

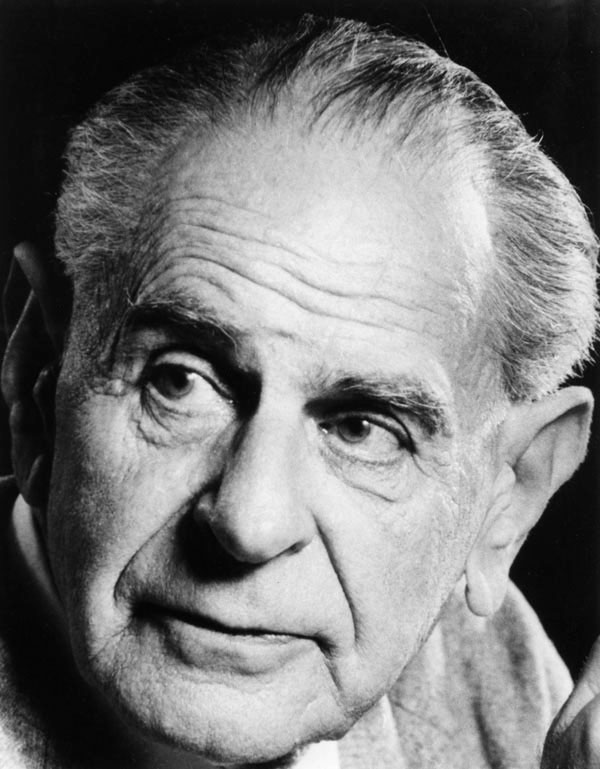
Karl Popper

Karl Popper va estendre el criteri de falsabilitat per distingir la ciència de la no-ciència. Falsabilitat significa que un resultat pot ser desmentit. Per exemple, una frase com "Déu va crear l'univers" pot ser veritable o falsa, però no hi ha proves, sinó que simplement està fora de l'abast de la ciència. Popper utilitza l'astrologia i el psicoanàlisi com a exemple de pseudociència i Einstein, la teoria de la relativitat, com un exemple de la ciència. Se subdivideix en formulacions filosòfiques no-ciència, matemàtica, mitològics, religiosos i/o metafísica, d'una banda, i les formulacions pseudocientífiques per l'altra, encara que no estableixi criteris clars per a les diferències.

## El refús de reconèixer els problemes
El 1978, Paul Thagard proposa que la pseudociència principalment es distingeix de la ciència quan és menys progressista que les teories alternatives durant un llarg període, i els seus defensors no reconeixen o tracten els problemes amb la teoria. El 1983, Mario Bunge va suggerir que les categories de "camps de creences" i "camps recerca" ajudaven a destriar ciència i pseudociència, on la primera és, principalment, personal i subjectiva i la segona consisteix en una focalització sistemàtica determinada.

## Tipus de pseudociències
- La rabdomància: sosté que algunes persones poden sentir la presència subterrània de mines, jaciments d'aigua o petroli. Per a la ciència és impossible una acció directa dels cossos físics en els estats mentals.[118]
- La parapsicologia: agrupa l'espiritisme, la cartomància, la telepatia, la vidència i altres camps similars. Per a la ciència, aquestes activitats no poden ser demostrades perquè no tenen base física o material.
- La psicoanàlisi: pretén ser una teoria i tècnica terapèutica, però els mètodes són aliens a la veritable ciència. A més, molts dels seus postulats principals són incompatibles amb els descobriments de la psicologia, l'antropologia i la biologia.[119]
- Astrologia: és un conjunt de coneixements que proven de relacionar les característiques d'una persona amb el seu signe del zodíac (la posició dels astres en el moment del seu naixement). Vol arribar a aquest coneixement mitjançant l'observació de la posició dels astres i les característiques comunes de moltes persones amb dates de naixement idèntiques. Les persones que estudien l'astrologia sostenen que les posicions dels astres tindrien relació amb els trets de la personalitat d'una persona, amb els esdeveniments importants de la seva vida i amb les seves característiques físiques.
- Homeopatia: utilitza preparats altament diluïts que pretenen crear els mateixos símptomes que pateix el pacient.[120] Fou concebuda com una forma de millorar la vida espiritual del cos. La seva premissa fonamental és "el similar es guareix amb el similar", assumint que alguna cosa que causa determinats símptomes pot ser curada amb una altra cosa que causi aquests mateixos símptomes.[121]

Aquestes 5 pseudociències són de les més famoses però no són les úniques, perquè n'hi ha un nombre força elevat.

## Crítiques
Alguns autors afins al relativisme epistèmic o l'anomenat «programa fort» (o «estàndard») de la sociologia de la ciència (Barry Barnes, Steve Shapin i David Bloor), l'Escola de París, (Bruno Latour i Michael Callon), el grup de Bath, (Harry Collins i Steven Yearley), el grup de nord-americans i la seva "Etnometodologia ", (Harold Garfinkel i Michael Lynch), posen en dubte que sigui possible diferenciar amb rigor i objectivitat el límit que demarca la "ciència" de la "pseudociència", donant suport en alguns casos posicions obertament contràries a determinades concepcions del que és ciència i criticant el mètode científic. Aquestes posicions relativistes van ser contestades pels científics Alan Sokal i Jean Bricmont al seu llibre Impostures intel·lectuals (1997), el qual, al seu torn, va rebre contrarèpliques. Alguns crítics de la pseudociència consideren algunes o totes les formes de pseudociència com a passatemps inofensius. D'altres, com Richard Feynman, Richard Dawkins, Carl Sagan i Mario Bunge, consideren que totes les formes de pseudociència són nocives, provoquin, o no, danys immediats als seus seguidors. Aquests crítics, generalment, consideren que la defensa de la pseudociència pot succeir per diverses raons, que van des de la simple candidesa sobre la naturalesa de la ciència i el mètode científic, fins a un engany deliberat per beneficis econòmics o polítics. No és apropiat tractar de pseudociencia qualsevol cos sistemàtic de creences només per no considerar veraços els seus postulats, sinó que només té sentit fer-ho quan des de la disciplina en qüestió es proclama sense fonament el seu caràcter científic.